# Crocidura shantungensis
Crocidura shantungensis is een zoogdier uit de familie van de spitsmuizen (Soricidae). De wetenschappelijke naam van de soort werd voor het eerst geldig gepubliceerd door Miller in 1901.

## Voorkomen
De soort komt voor in Siberië, het oosten van China, Korea, Japan en Taiwan.